# Xanthorhoe curcumata
Xanthorhoe curcumata är en fjärilsart som beskrevs av Moore 1939. Xanthorhoe curcumata ingår i släktet Xanthorhoe och familjen mätare. Inga underarter finns listade i Catalogue of Life.